# أكسل ويبر
أكسل ويبر (بالألمانية: Axel A. Weber) (و. 1957 – م) هو عالم اقتصاد، ومصرفي، وأستاذ جامعي، من ألمانيا، ولد في كوزل.

## التعليم
تعلم في جامعة سيجن.

## مناصب وهيئات
أدار جامعة غوته في فرانكفورت، وجامعة بون، وجامعة كولونيا.

## روابط خارجية
- أكسل ويبر على موقع مونزينجر (الألمانية)